# 柏拉图式恋爱

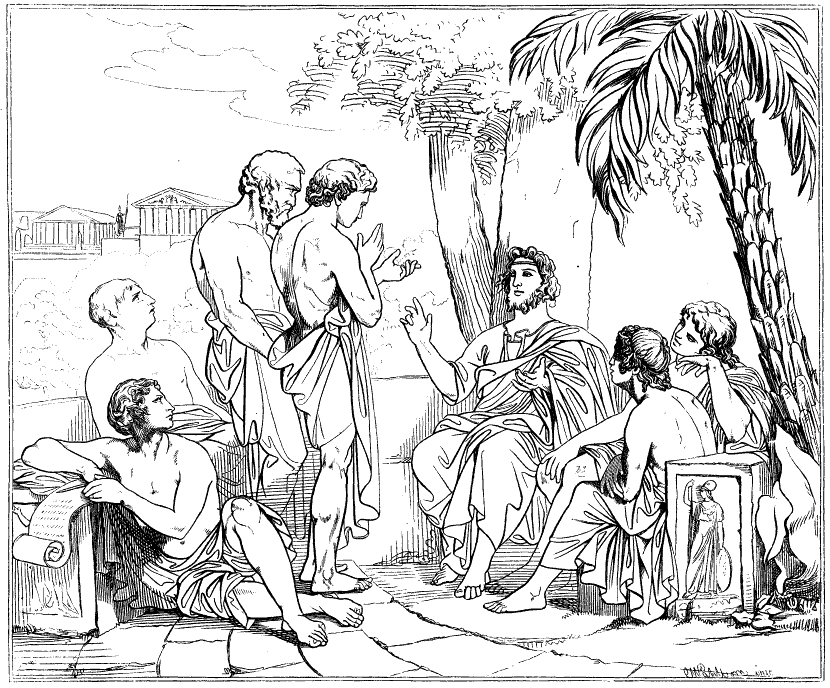
柏拉图和他的學生

柏拉图式恋爱（英语：Platonic love）或柏拉图式爱情，又稱純浪漫愛情（pure romantic love）、精神上愛情（spiritual love），以西方哲学家柏拉图命名的一种追求心灵沟通，抑制性欲的精神恋爱，但該概念并非由柏拉图直接提出，最早由馬爾西利奧·費奇諾於15世紀提出，作為蘇格拉底式愛情的同義詞，用來指代蘇格拉底和他的學生之間的愛慕關係。
柏拉图於《會飲篇》中认为：当心灵摒绝肉体而向往着真理的时候，这时的思想才是最好的。而当灵魂被肉体的罪恶所感染时，人们追求真理的愿望就不会得到满足。当人类没有对肉欲的强烈需求时，心境是平和的，肉欲是人性中兽性的表现，是每个生物体的本性，人之所以是所谓的高等动物，是因为人的本性中，人性强于兽性，精神交流是美好的、是道德的。
按柏拉图的《会饮篇》，柏拉图认为人们生前和死后都在最真实的观念世界。在那里，每个人都是男女合体或男子与男子合体的完整的人，到了这世界都分裂为二。所以人们总觉得若有所失，企图找回自己的“另一半”（这个词也来自柏拉图的理论）。柏拉图也用此解释为什么人们会有“恋情”，以及同性恋（柏拉图认为同性恋者更加英武有力，也是由于同性恋者是两个男子的合体）。
柏拉圖式戀愛的另一個解釋為博愛和慈悲。代表平等且沒有條件的付出和不是建立在私慾上的愛。